# Чехія на літніх Олімпійських іграх 2008
Чехія брала участь у Літніх Олімпійських іграх 2008 року у Пекіні (Китай) учетверте раз за свою історію, і завоювала три срібні і три золоті медалі. Збірну країни представляли 59 жінок.

## Золото
- Стрільба, чоловіки — Давид Костелецький.
- Стрільба, жінки — Катерина Еммонс.
- Легка атлетика, жінки, метання списа — Барбора Шпотакова.

## Срібло
- Стрільба, жінки — Катерина Еммонс.
- Веслування на байдарках і каное, чоловіки — Ондржей Штепанек і Ярослав Вольф.
- Академічне веслування, чоловіки — Ондржей Сінек.